# Cordia clarkei
Cordia clarkei är en strävbladig växtart som beskrevs av Lewis Jones Knight Brace och David Prain. Cordia clarkei ingår i släktet Cordia, och familjen strävbladiga växter. Inga underarter finns listade i Catalogue of Life.